# Lista de ministros da Administração Pública de Portugal

Bandeira de ministro de Portugal.

Alexandra Leitão, última ministra da Modernização do Estado e da Administração Pública.

Esta é uma lista de ministros da Administração Pública de Portugal, entre a criação do Ministério da Reforma do Estado e da Administração Pública a 25 de outubro de 1999 e a atualidade.
A lista cobre o atual período democrático (1974–atualidade), incluindo os ministros de ministérios cuja nomenclatura tenha incluído a pasta da Administração Pública, e não aqueles cujo ministério controlou efetivamente os assuntos relativos à Administração Pública.

## Designações
Entre 1999 e a atualidade, o cargo de ministro da Administração Pública teve as seguintes designações:
- Ministro da Reforma do Estado e da Administração Pública[1] — designação usada entre 25 de outubro de 1999 e 6 de abril de 2002;
- Cargo inexistente — entre 6 de abril de 2002 e 17 de julho de 2004;
- Ministro das Finanças e da Administração Pública[2] — designação usada entre 17 de julho de 2004 e 12 de março de 2005;
- Cargo inexistente — entre 12 de março de 2005 e 26 de outubro de 2019;
- Ministro da Modernização do Estado e da Administração Pública — designação usada entre 26 de outubro de 2019 e 30 de março de 2022.
- Cargo inexistente — desde 30 de março de 2022 até a atualidade.

## Numeração
São contabilizados os períodos em que o ministro esteve no cargo ininterruptamente, não contando se este serve mais do que um mandato consecutivo. Ministros que sirvam em períodos distintos são, obviamente, distinguidos numericamente. 

## Lista
Legenda de cores
(para partidos)
| Terceira República (1974–presente)       |                                                                                  |             |                       |                       |         |                   |
| #                                        | Ministro da Reforma do Estado e da Administração Pública (Nascimento–Morte)      | Retrato     | Início do mandato     | Fim do mandato        | Governo | Governo           |
| Governos Constitucionais (1976-Presente) |                                                                                  |             |                       |                       |         |                   |
| 1                                        | Alberto de Sousa Martins (1945–)                                                 |             | 25 de outubro de 1999 | 6 de abril de 2002    |         | XIV Guterres      |
| #                                        | Pasta da Administração Pública                                                   | Retrato     | Início do mandato     | Fim do mandato        | Governo | Governo           |
| —                                        | Cargo inexistente                                                                |             | 6 de abril de 2002    | 17 de julho de 2004   | ——      | ——                |
| #                                        | Ministro das Finanças e da Administração Pública (Nascimento–Morte)              | Retrato     | Início do mandato     | Fim do mandato        | Governo | Governo           |
| 2                                        | António José de Castro Bagão Félix (1948–)                                       | Bagão Felix | 17 de julho de 2004   | 12 de março de 2005   |         | XVI Santana Lopes |
| #                                        | Pasta da Administração Pública                                                   | Retrato     | Início do mandato     | Fim do mandato        | Governo | Governo           |
| —                                        | Cargo inexistente                                                                |             | 17 de julho de 2004   | 26 de outubro de 2019 | ——      | ——                |
| #                                        | Ministro da Modernização do Estado e da Administração Pública (Nascimento–Morte) | Retrato     | Início do mandato     | Fim do mandato        | Governo | Governo           |
| 3                                        | Alexandra Ludomila Ribeiro Fernandes Leitão (1973–)                              |             | 26 de outubro de 2019 | 30 de março de 2022   |         | XXII Costa        |

### Lista de ministros da Administração Pública vivos
| Nome                | Mandato(s) | Idade              |
| ------------------- | ---------- | ------------------ |
| Alberto Martins     | 1999–2002  | 79 anos e 326 dias |
| António Bagão Félix | 2004–2005  | 76 anos e 342 dias |
| Alexandra Leitão    | 2019–2022  | 51 anos e 343 dias |